# Distrofia muscular de Becker
La distrofia muscular de Becker  (DMO) es un trastorno hereditario recesivo ligado al cromosoma X. Está caracterizado principalmente por una debilidad en los músculos proximales de los miembros inferiores. Tiene una evolución más lenta que la distrofia muscular de Duchenne (DMD). Lleva su nombre en honor al médico alemán Peter Emil Becker, el primero en describir esta variante de distrofia muscular de Duchenne en la década de 1950. A diferencia de ésta, la de Becker tiene una distrofina inadecuada en cantidad o calidad, mientras que la de Duchenne presenta niveles prácticamente nulos de esta proteína.

## Distrofia muscular de Becker vs Distrofia muscular de Duchenne

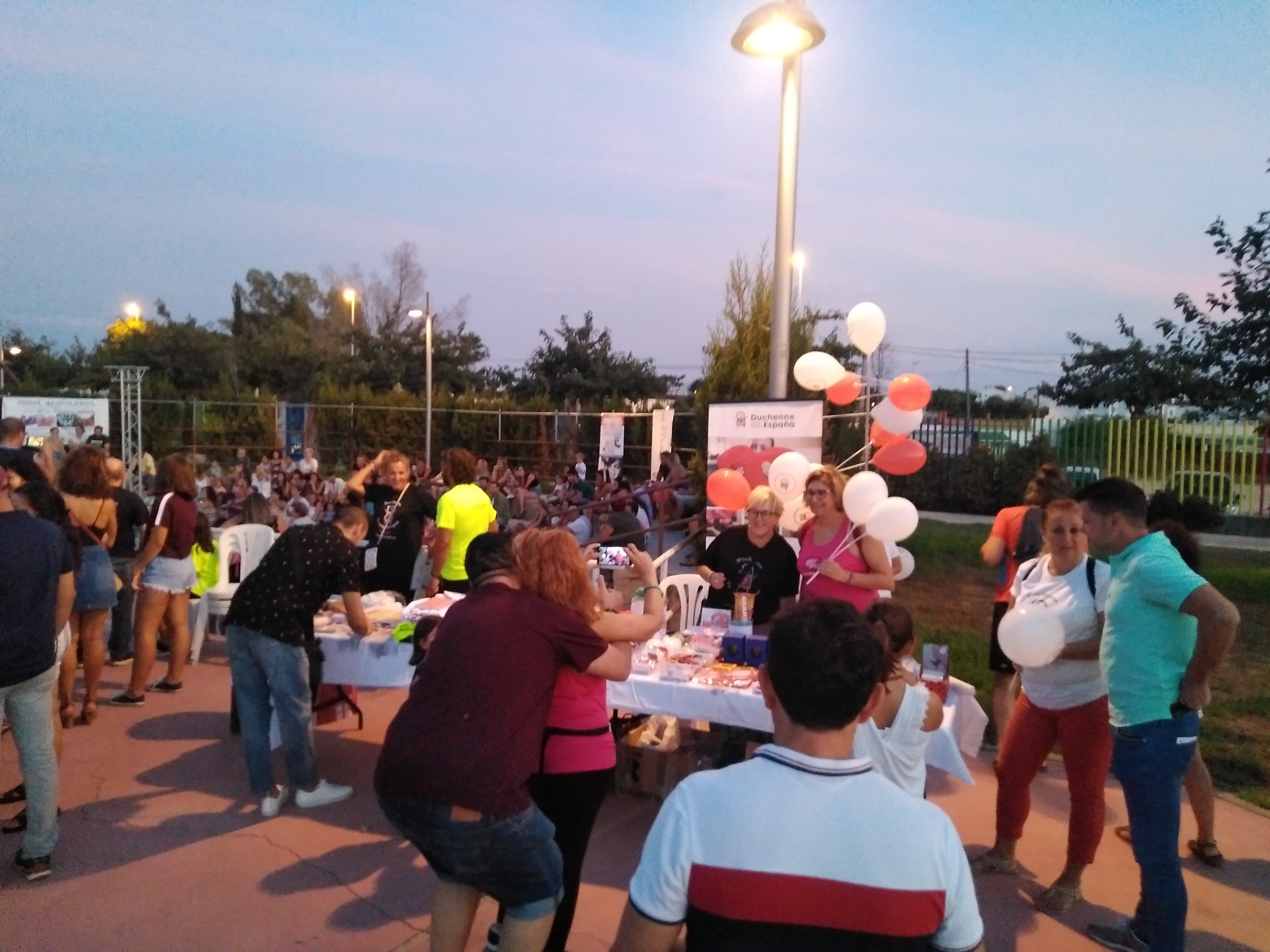
Día mundial de concienciación de la enfermedad

La distrofia muscular de Becker se expresa más tardíamente que la distrofia muscular de Duchenne. Las alteraciones musculares son menos severas y los pacientes generalmente sobreviven hasta la edad adulta.
Actualmente, la DMO se considera una forma leve de DMD más que una entidad clínica distinta.

## Genética de la enfermedad
Enfermedad mono génica causada por mutaciones en el gen DMD, al igual que la distrofia muscular de Duchenne. Este gen codifica para la proteína distrofina (polipéptido esencial para mantener la estructura y mecánica de la fibra muscular), y está localizado en el brazo corto del cromosoma X (p21.2 ).
La distrofia muscular de Becker se produce por mutaciones que no alteran la pauta de lectura, de modo que permiten la producción de distrofina, y esta se encuentra alterada (por lo que no cumple su función perfectamente), pero no está ausente, de ahí la que la sintomatología sea más leve que con la distrofia muscular de Duchenne. 
Las mutaciones causantes de la enfermedad suelen ser heredadas, aunque a veces se debe a mutaciones de novo.
Dos tercios de las mutaciones son deleciones y el tercio restante son duplicaciones o traslocaciones.
La distrofia muscular de Becker ocurre en aproximadamente 3 a 6 de cada 100,000 nacimientos. La enfermedad se detecta mayormente en varones.

## Epidemiología
La DMO es una enfermedad rara que afecta casi exclusivamente a individuos masculinos debido a una herencia ligada al cromosoma X. La afección es menos común y menos grave que la DMD y se considera una forma alélica más leve de DMD. La prevalencia mundial de DMD y DMO oscila entre 0,1 y 1,8 por 10.000 varones. Un estudio estadounidense de 2010 reveló que la prevalencia de la DMO para todos los grupos de edad era de 0,26 por cada 10.000 hombres. Además, se descubrió que la afección era más común entre las personas blancas no hispanas que entre las personas negras no hispanas.
Datos aislados muestran que la DMO es 3 veces menos común que la DMD.

## Síntomas
Existe una variación significativa en la presentación clínica y el inicio de los síntomas. Algunos pacientes conservan la deambulación hasta la vejez y algunos se presentan antes. El crecimiento es más lento, lo que lleva a una baja estatura. Obtener una historia familiar completa ayuda en el asesoramiento genético. La distrofia muscular de Becker tiene un curso clínico más leve y un inicio más tardío que la distrofia muscular de Duchenne
Los síntomas generalmente aparecen en los hombres alrededor de los 12 años de edad, pero algunas veces comienzan más tarde.
Los síntomas pueden abarcar:
- Problemas cognitivos (estos no empeoran con el tiempo)
- Fatiga
- Pérdida del equilibrio y la coordinación
- Debilidad muscular en los brazos, el cuello y otras áreas (no tan severas como en la parte inferior del cuerpo)
- Debilidad muscular de las piernas y la pelvis que empeora lentamente causando: 
  - Dificultad para caminar que empeora con el tiempo
  - Caídas frecuentes
  - Incapacidad para caminar a partir de los 25 años
- Dificultad con las destrezas musculares (correr, saltar)
- Pérdida de masa muscular (atrofia)
- Problemas respiratorios
- Dificultad progresiva del habla